# Hospodářský ústav v Českém Krumlově
Hospodářský ústav v Českém Krumlově (1800 – 1850) byl ekonomický a vzdělávací institut pro budoucí schwarzenberské úředníky, sídlící na II. nádvoří zámku Český Krumlov, založený knížetem Josefem II. ze Schwarzenbergu.
Jednalo se o vůbec první zemědělskou akademii v Čechách, která svým studentům nabízela čtyřleté studium, na svou dobu bohaté vybavení a zároveň vysoce kvalitní přednášející. Mezi nejznámější absolventy se řadil například Antonín Langweil nebo František Špatný.
Roku 1850 byl Hospodářský ústav v rámci reforem Jana Adolfa II. transformován v nové vzdělávací struktury.

## Historie
V době vlády knížete Jana Nepomuka I. a posléze jeho syna Josefa II. byl na Schwarzenberském dominiu a tedy na většině území jižních Čech započat proces reformy hospodářství a lesnictví, který mimo jiné vyvrcholil systematizací schwarzenberských lesů a výstavbou Schwarzenberského a Vchynicko-tetovského plavebního kanálu.
Josef II. ze Schwarzenbergu si uvědomoval souvislost mezi produktivitou a vzdělaností, pročež vedle praktických hospodářských reforem zahájil cílené vzdělávání nejenom svých úředníků, ale i mladých nadějných lidí na svých panstvích. V hlavním městě vévodství pak založil roku 1800 Hospodářský ústav, který byl umístěn na II. nádvoří sídelního zámku Schwarzenbergů. V jeho blízkosti pak byla později zřízena i knihovna.
Hlavním cílem založení ústavu bylo nejenom předávat adekvátní vzdělání budoucím úředníkům v knížecích službách, nýbrž i založit instituci, která by umožňovala již stávajícím úředníkům uchovávat si přehled o inovativních postupech a zároveň dokumentovat aktuální hospodářskou situaci na Dominiu.
Ústav v Českém Krumlově fungoval až do roku 1850, nicméně v době vlády Jana Adolfa II. a se zánikem poddanství roku 1848, bylo nutné provést nezbytné reformy. Zrušení vlastního institutu roku 1850 však škodu schwarzenberskému panství nepřineslo, neboť právě během vlády Jana Adolfa II. (1833 – 1888) bylo v jižních Čechách dosaženo tzv. Schwarzenberského ekonomického zázraku a vzdělávání na schwarzenberských panstvích nabylo dalšího rozměru a především specializace. Bylo tak založeno několik odborných škol – již v roce 1850 například první Česká rolnická škola v Rábíně na Netolicku.

## Významní absolventi a doba studia
- Antonín Langweil (1809 – 1812), úředník, tvůrce Langweilova papírového modelu Prahy
- František Horský (1818 – 1821), inovátor v oblasti hnojení, kompostování a orby, první ředitel České rolnické školy v Rábíně
- František Špatný (1832 – 1835), český lexikograf, autor slovníků a českého názvosloví v oblasti zemědělství a lesnictví
- Wilibald Rodler (1840 – 1843)

## Významní přednášející
- Josef John (obor lesnictví), iniciátor vzniku rezervace Boubínského pralesa
- Ernst Mayer (ředitel ústavu), autor Návodu k lepšímu využití rolnických hospodářství